# Ештреков Володимир Хазраїлович
Володимир Хазраїлович Ештреков (рос. Владимир Хазраилович Эштреков, нар. 16 травня 1947, Нальчик) — радянський футболіст, що грав на позиції нападника, зокрема, за клуб «Динамо» (Москва), а також національну збірну СРСР. По завершенні ігрової кар'єри — радянський і російський тренер.

## Клубна кар'єра
У дорослому футболі дебютував 1964 року виступами за «Спартак» з рідного Нальчика. Вже наступного року перспективного нападника запросили до московського «Спартака». З першої спроби у столичному футболі закріпитися не вдалося і 1966 року Ештреков повернувся до Нальчика, де протягом наступних двох років став ключовим гравцем. 
1968 року знову перебрався до Москви, цього разу ставши гравцем місцевого «Динамо». Відіграв за московських динамівців наступні п'ять сезонів своєї ігрової кар'єри. Більшість часу, проведеного у складі московського «Динамо», був основним гравцем атакувальної ланки команди. 1970 року став у складі московських «динамівців» володарем Кубка СРСР. Наступного року команда відповідно стала учасником розіграшу Кубка володарів кубків, де дійшла до фіналу. У фінальній грі проти шотландського «Рейнджерс» Ештреков вийшов на заміну на 54-й хвилині гри за разунку 3:0 на користь шотландців і вже за чотири хвилини видзначився голом, скоротивши відставання «Динамо». Утім за час, що залишався до завершення гри, радянські футболісти змогли забити лише ще один гол і поступилися з рахунком 2:3.
Згодом з 1974 по 1977 рік грав у складі мінського «Динамо» і московського «Локомотива».
Завершив ігрову кар'єру у «Динамо» (Вологда), за команду якого виступав протягом 1978 року.

## Виступи за збірну
1971 року двічі виходив на поле у товариських матчах у складі національної збірної СРСР.

## Кар'єра тренера
Розпочав тренерську кар'єру невдовзі по завершенні кар'єри гравця, 1981 року, очоливши тренерський штаб клубу «Дружба» (Майкоп). За два роки став головним тренером рідного «Спартака» (Нальчик), який тренував протягом семи років.
1992 року отримав запрошення стати асистентом Юрія Сьоміна, свого колишнього партнера по московським командам «Динамо» і «Локомотив», у тренерському штабі столичних «залізничників». Ера Сьоміна тривала у «Локомотиві» тринадцять років, а після його переходу 2005 року до російської збірної саме його багаторічного помічника Ештрекова було призначено новим головним тренером команди. 2006 року новим очільником тренерського штабу «Локомотива» став Славолюб Муслин, а Ештреков на рік залишився у клубі у звичній ролі асистента головного тренера.
У подальшому працював головним тренером команд «МВС Росії» і рідного «Спартак-Нальчик»

## Статистика виступів

### Статистика виступів за збірну
| Дата       | Місто         | Господарі | Результат | Гості | Турнір           | Голи | Примітки |
| ---------- | ------------- | --------- | --------- | ----- | ---------------- | ---- | -------- |
| 17/02/1971 | Гвадалахара   | Мексика   | 0 – 0     | СРСР  | товариський матч | -    | 46'      |
| 28/02/1971 | Сан-Сальвадор | Сальвадор | 0 – 1     | СРСР  | товариський матч | -    |          |
| Усього     |               | Матчів    | 2         |       | Голів            | 0    |          |